# وزارة الصناعة والتعدين والتجارة (إيران)
وزارة الصناعة والتعدين والتجارة (بالفارسية: Wezārate Sannat, Madan wa Tejārat) هي وزارة حكومية إيرانية مسؤولة عن تنظيم وتنفيذ السياسات المطبقة على التجارة الداخلية والخارجية وأيضًا تنظيم وتنفيذ السياسات المطبقة على قطاعي الصناعة والتعدين التي تشكلت في 3 أغسطس 2011. نتجت الوزارة عن اندماج وزارة الصناعة والمناجم ووزارة التجارة في إيران .

## روابط خارجية
- الموقع الرسمي